# Crazy 88 (Kill Bill)
Crazy 88 is een fictionele bende van de film Kill Bill.
De Crazy 88 werkte voor O-Ren Ishii. Ze regeerden de straten van Tokio, totdat Beatrix Kiddo opdook. Ze droegen allemaal een zwart pak en maskers die alleen hun ogen verborgen. De meesten hadden samurai zwaarden, maar sommigen hadden ook bijlen als wapens. De leider van de bende was Johnny Mo.
Toen Beatrix opdook, slachtte ze alle leden af. Van velen hakte ze lichaamsdelen af en maar weinig overleefden. Er was maar een iemand die ongedeerd wegkwam. Het waren niet precies 88 mensen die in deze bende zaten. Ze vonden die naam gewoon leuk klinken.